# Havre Boucher
Havre Boucher är en ort i Kanada.   Den ligger i provinsen Nova Scotia, i den östra delen av landet, 1 100 km öster om huvudstaden Ottawa. Havre Boucher ligger 20 meter över havet och antalet invånare är 1 493.
Terrängen runt Havre Boucher är platt åt sydväst, men åt nordost är den kuperad. Havet är nära Havre Boucher åt nordväst. Trakten är glest befolkad. Närmaste större samhälle är Port Hawkesbury, 16,0 km sydost om Havre Boucher. 